# Verwaltungsgemeinschaft Aidenbach
Verwaltungsgemeinschaft Aidenbach – wspólnota administracyjna w Niemczech, w kraju związkowym Bawaria, w rejencji Dolna Bawaria, w regionie Donau-Wald, w powiecie Passau. Siedziba wspólnoty znajduje się w miejscowości Aidenbach.
Wspólnota administracyjna zrzesza jedną gminę targową (Markt) oraz jedna gminę wiejską (Gemeinde):
- Aidenbach, gmina targowa, 3099 mieszkańców, 17,11 km²
- Beutelsbach, 1140 mieszkańców, 20,39 km².